# Bankgaranti
Bankgaranti er en form for sikkerhedsstillelse, der indebærer at et pengeinstitut påtager sig at dække en økonomisk risiko, som løftemodtageren måtte løbe. Hvis modtageren af bankgarantien ikke kan opfylde kravene fra en debitor, vil banken således dække fordringen. 
I forbindelse med byggerier stilles ofte bankgarantier således at pengeinstituttet lover bygherren at dække entreprenørens forpligtelser ifølge entrepriseaftalen, såfremt den misligholdes af entreprenøren.
Udlændingeservice kræver en bankgaranti for at tildele ansøgere fra de såkaldte immigrationslande visum i Danmark.